# Giorgi Rewaziszwili
Giorgi Rewaziszwili (gruz. გიორგი რევაზიშვილი; ur. 16 listopada 1974) – gruziński judoka. 
Walczył w kilku wagach, od 60 do 73 kilogramów. Brał udział w igrzyskach olimpijskich w 1996 i 2000. Ma w dorobku dwa medale mistrzostw świata, srebro w 1997 (w wadze do 60 kg) i brąz w 1999 (do 73 kg). Na mistrzostwach Europy wywalczył pięć medali: złoto w 1996, srebro w 1997 oraz brąz w 1994, 1998 i 2000. W 1994 był mistrzem świata juniorów.